# Turučica
Turuçicë en albanais et Turučica en serbe latin (en serbe cyrillique : Туручица) est une localité du Kosovo située dans la commune/municipalité de Podujevë/Podujevo, district de Pristina (Kosovo) ou district de Kosovo. Selon le recensement kosovar de 2011, elle compte 109 habitants, tous albanais.

## Démographie

### Évolution historique de la population dans la localité
| 1948 | 1953 | 1961 | 1971 | 1981 | 1991 | 2011 |
| ---- | ---- | ---- | ---- | ---- | ---- | ---- |
| 445  | 470  | 499  | 530  | 428  | 371  | 109  |

|  |